# العلاقات التركية الفيتنامية
العلاقات التركية الفيتنامية هي العلاقات الثنائية التي تجمع بين تركيا وفيتنام.

## مقارنة بين البلدين
هذه مقارنة عامة ومرجعية للدولتين:
| وجه المقارنة                                              | تركيا         | فيتنام           |
| --------------------------------------------------------- | ------------- | ---------------- |
| المساحة (كم2)                                             | 783.56 ألف    | 331.69 ألف       |
| عدد السكان (نسمة)                                         | 80.14 مليون   | 94.66 مليون      |
| الكثافة السكانية (ن./كم²)                                 | 102.28        | 285.39           |
| العاصمة                                                   | أنقرة         | هانوي            |
| اللغة الرسمية                                             | اللغة التركية | اللغة الفيتنامية |
| العملة                                                    | ليرة تركية    | دونغ فيتنامي     |
| الناتج المحلي الإجمالي (بليون دولار)                      | 851.10 مليار  | 234.19 مليار     |
| الناتج المحلي الإجمالي (تعادل القوة الشرائية) بليون دولار | 1.57 تريليون  | 553.42 مليار     |
| الناتج المحلي الإجمالي الاسمي للفرد دولار أمريكي          | 9.12 ألف      | 2.48 ألف         |
| الناتج المحلي الإجمالي للفرد دولار أمريكي                 | 19.79 ألف     | 5.63 ألف         |
| مؤشر التنمية البشرية                                      | 0.761         | 0.666            |
| رمز المكالمات الدولي                                      | +90           | +84              |
| رمز الإنترنت                                              | .tr           | .vn              |
| المنطقة الزمنية                                           | ت ع م+03:00   | ت ع م+07:00      |

## مدن متوأمة
في ما يلي قائمة باتفاقيات التوأمة بين مدن تركية وفيتنامية:
- ترتبط أنقرة مع هانوي باتفاقية توأمة منذ 1990.

## منظمات دولية مشتركة
يشترك البلدان في عضوية مجموعة من المنظمات الدولية، منها:
| علم المنظمة | اسم المنظمة                        | تاريخ انضمام تركيا | تاريخ انضمام فيتنام |
| ----------- | ---------------------------------- | ------------------ | ------------------- |
|             | بنك التنمية الآسيوي                | 1991               | 1966                |
|             | مؤسسة التنمية الدولية              | 22 ديسمبر 1960     | 24 سبتمبر 1960      |
|             | يونسكو                             | 4 نوفمبر 1946      | 6 يوليو 1951        |
|             | وكالة ضمان الاستثمار متعدد الأطراف | 3 يونيو 1988       | 5 أكتوبر 1994       |
|             | الأمم المتحدة                      | 24 أكتوبر 1945     | 20 سبتمبر 1977      |
|             | الفريق المعني برصد الأرض           | ?                  | ?                   |
|             | الاتحاد البريدي العالمي            | ?                  | ?                   |
|             | البنك الدولي للإنشاء والتعمير      | 11 مارس 1947       | 21 سبتمبر 1956      |
|             | المنظمة الهيدروغرافية الدولية      | ?                  | ?                   |
|             | الاتحاد الدولي للاتصالات           | 1866               | 24 سبتمبر 1951      |
|             | منظمة حظر الأسلحة الكيميائية       | ?                  | ?                   |
|             | مؤسسة التمويل الدولية              | 19 ديسمبر 1956     | 4 أغسطس 1967        |
|             | منظمة التجارة العالمية             | 26 مارس 1995       | 11 يناير 2007       |
|             | منظمة الشرطة الجنائية الدولية      | ?                  | ?                   |

## وصلات خارجية
- موقع وزارة الخارجية التركية
- موقع وزارة الخارجية الفيتنامية